# Magadan Airlines
La Magadan Airlines o ex-Linee aeree di Magadan, in russo МАГАДАНСКИЕ АВИАЛИНИИ o МАВИАЛ?) era una compagnia aerea russa con base tecnica all'Aeroporto di Magadan-Sokol, in Russia.

## Strategia
La compagnia aerea operava il servizio del trasporto aereo cargo con Ilyushin Il-76 ed il servizio per i passeggeri con la flotta composta da Ilyushin Il-96, Airbus A320.
L'Aeroflot-Magadan aveva base tecnica all'Aeroporto di Magadan-Sokol. Circa 100.000 passeggeri, 3.300 tonnellate di posta e di merci sono trasportati dalla compagnia aerea ogni anno.
A giugno del 2006 è stato dichiarato il fallimento della compagnia aerea. Gli aerei sono passati sotto la gestione dell'Aeroflot che continua a effettuare i voli di linea interni da/per Magadan.
Nel 2007 in seguito della bancarotta la compagnia aerea è stata nazionalizzata diventando la filiale dell'Aeroflot a Magadan.
L'Aeroflot-Magadan fa parte della Direzione Interregionale Nord-Orientale dei Trasporti Aerei Del Ministero dei Trasporti della Federazione Russa di Magadan (in russo Северо-Восточное Межрегиональное Территориальное Управление Воздушного Транспорта Министерства Транспорта РФ?) insieme con altre 3 compagnie aeree russe:
- Chukotavia
- Aircompany IKAR
- SVBAOL&OP (in italiano: La Base Aerea Statale del Nord-Est della Guardia Forestale per la Difesa della Renna; in russo: Северо-Восточная база авиационной охраны лесов и оленьих пастбищ)

## Flotta cargo
- 1 Ilyushin Il-76

## Flotta passeggeri
- Airbus A320
- Ilyushin Il-96

## Flotta storica
- Tupolev Tu-154M